# Bukowsko
Pour la commune, voir Bukowsko (gmina).
Bukowsko est une localité polonaise, siège de la gmina de Bukowsko, située dans le powiat de Sanok en voïvodie des Basses-Carpates.